# 弗拉迪米罗·卡拉雷塞
弗拉迪米罗·卡拉雷塞（義大利語：Wladimiro Calarese，1930年10月3日—2005年8月13日），意大利击剑运动员。他曾代表意大利参加1960年、1964年和1968年夏季奥林匹克运动会击剑比赛，共收获两枚银牌和两枚铜牌。